# Keur Macene
Keur Macene (auch Keur Massène, arabisch كرمسين) ist eine Stadt in der Region Trarza von Mauretanien und Hauptstadt des Départements Keur Macene.

## Geographie
Der Hauptort der Gemeinde Keur Macene liegt 170 Kilometer südlich von Nouakchott auf etwa 4 m Meereshöhe nahe dem westlichen Ende der Grenze zwischen Mauretanien und Senegal. Die Grenze am Senegal-Fluss ist im Süden drei Kilometer entfernt und zur Atlantikküste im Westen sind es 22 Kilometer. Einen Grenzübergang gibt es nicht.

## Bevölkerung
Die Bevölkerungszahl der Gemeinde hat in den Jahren 2000 bis 2023 von 6408 auf 6272 Einwohner abgenommen. Der Hauptort selbst hat 2275 Einwohner (2023). Daneben gibt es noch zwölf andere bewohnte Orte.